# Canal Smyth
Le canal Smyth est un chenal maritime de Patagonie chilienne situé administrativement dans la région de Magallanes et de l'Antarctique chilien, au sud du Chili. La partie sud de ce canal patagonien est la continuation du canal Sarmiento, après le Paso Victoria.

## Géographie

### Situation
Le canal commence au Nord dans le détroit de Nelson entre le Cap Charlton et l'extrême ouest des îles Lobos. Il se termine au Sud entre le Cap Philipp à l'extrême Sud de l'île Manuel Rodriguez et la péninsule Mérino ; il débouche dans le détroit de Magellan. 

### Navigation
Le canal a une longueur de 177,8 km et est divisé en deux bras : un bras nord-ouest qui est peu utilisé comme itinéraire de navigation et s'étend une soixantaine de kilomètres de longueur ; un bras sud, voie d'eau importante servant à des fins commerciales. 
Plusieurs épaves peuvent encore y être observées comme celle de l'ex-USS Riverside (en).

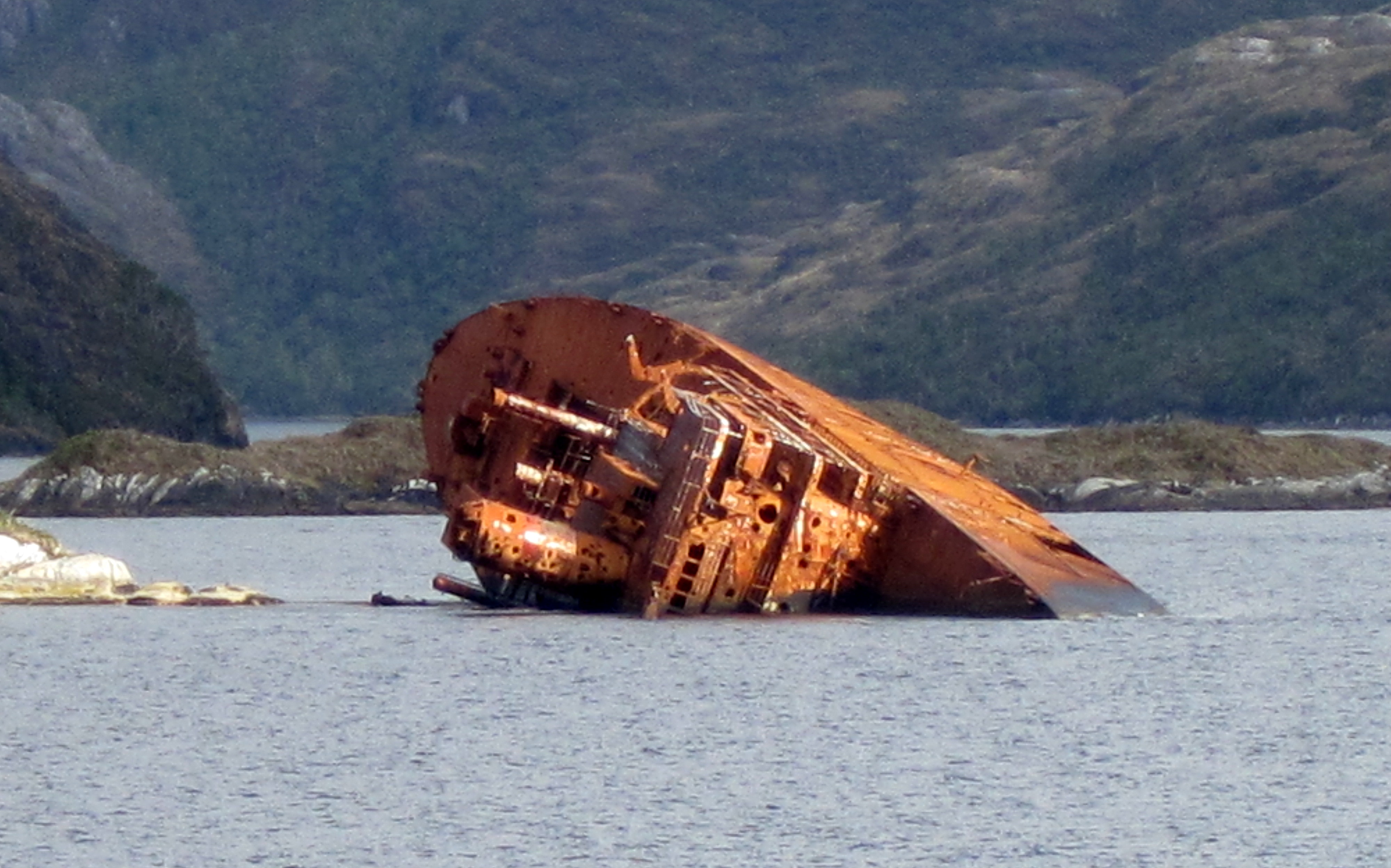
Épave de l'ex-USS Riverside dans le canal Smyth

## Histoire
Les Kawésqars ont vécu le long de ses côtes pendant des milliers d'années, jusqu'au début du XXe siècle. 
Le canal a été nommé en 1829 en l'honneur de William Henry Smyth par des membres de l'expédition Philip Parker King.